# 빅 미라클
《빅 미라클》(영어: Big Miracle)은 2012년 공개된 영화이다. 1988년 북극 배로곶 인근 보퍼트해 유빙 아래에 갇힌 귀신고래 세 마리를 구하기 위해 미국과 소련이 합동으로 노력했던 실화에 기반했다.

## 출연진

### 주연
- 드루 배리모어 - 레이철 크레이머 역
- 존 크러진스키 - 애덤 칼슨 역
- 존 핀가약 - 말리크 역
- 크리스틴 벨 - 질 제라드 역

### 조연
- 비네사 쇼 - 켈리 마이어스 역
- 스티븐 루트 - 해스컬 주지사 역
- 테드 댄슨 - J.W. 맥그로 역
- 캐시 베이커 - 루스 맥그로 역
- 더멋 멀로니 - 스콧 보이어 대령 역
- 롭 리글
- 마이클 개스턴
- 팀 블레이크 넬슨
- 제임스 러그로
- 마크 이바니어
- 스테판 카피치치
- 앤디 데일리
- 그레고리 저바라
- 존 마이클 히긴스
- 세라 페일린 - 기존 화면 속 모습

## 제작진
- 조감독: 폴 번 프렌더빌
- 미술: 넬슨 코츠
- 세트: 제임스 에드워드 페럴 주니어
- 의상: 셰이 컨리프
- 분장부문: 재니스 알렉산더
- 배역: 메리 게일 아츠
- 배역: 샤니 긴즈버그